# Манфред Лакс
Ма́нфред Лакс (нім. Manfred Lachs; 21 квітня 1914, Станиславів — 14 січня 1993, Гаага) — польський дипломат і юрист єврейського походження, член-кореспондент Польської академії наук.

## Біографія
У 1931—1932 роках навчався у Львівському університеті, згодом також закінчив Ягеллонський університет у Кракові, де 1937 року здобув ступінь доктора наук у галузі міжнародного права.
Брав активну участь у роботі зовнішньополітичного відомства Польщі. Зокрема з 1947 по 1960 рік обіймав посаду директора Департаменту міжнародних договорів, а з 1960 по 1967 рік був спеціальним радником прем'єр-міністра Польщі.
Деякий час обіймав різні посади в Лондонській школі економіки й політичних наук.
На Паризькій мирній конференції 1946 року Лакс входив до офіційної делегації від Польщі. Після цього він був постійним членом польської делегації на сесіях Генеральної Асамблеї ООН.
Із 1958 року був професором міжнародного права Варшавського університету. 1968 року його було обрано членом Міжнародного суду ООН, де він виконував функції судді аж до кінця життя. Увійшов до історії як член Міжнародного суду ООН, що мав цей статус протягом 26 років. У період з 1973 по 1976 роки був Головою Міжнародного Суду ООН.

## Вшанування
На його честь названо «Конкурс судових дебатів із космічного права» (англ. Manfred Lachs Space Law Moot Court Competition), який щорічно проводить Міжнародний інститут космічного права.